# St. Trinian's (film)
St. Trinian's is een Britse film die in 2007 uitgebracht werd. De film wordt geregisseerd en geproduceerd door Oliver Parker, tevens de regisseur van The Importance of Being Earnest.
St. Trinian's is de zesde film in een langlopende reeks over een fictieve sadistische meisjesschool, gebaseerd op Ronald Searle's gelijknamige cartoonserie. De eerste werd in 1954 uitgebracht en heet The Belles of St Trinian's. Na een aantal vervolgen door de jaren heen, was deze een opvolger van de vijfde film uit 1980. Op 18 december 2009 kwam er nog een vervolg genaamd St. Trinian's 2: The Legend of Fritton's Gold welke het zevende en laatste deel van de filmfranchise werd.

## Verhaal
St. Trinian's is een anarchistische school voor onhandelbare tienermeiden. Een groep meiden ontdekken dat de school op het punt staat failliet te gaan en willen ze aan een ondergang redden door het schilderij Meisje met de parel te stelen.
De film begint met Annabelle Fritton, een stil meisje dat toegelaten wordt tot de school. Hier ontmoet ze de populaire Kelly, die haar introduceert aan de mensen op de school. Ondanks dat het geen doorsnee school is, ontdekt ze dat het ook getypeerde groepjes heeft, onderverdeeld in de Posh Totty, Chavs, Emos, Geeks en de First Years.
De eerste nacht wordt het Annabelle zuur gemaakt. Als ze aan het douchen is, steelt iemand haar handdoek. Ze is gedwongen naakt naar haar kamer te rennen en wordt gefilmd als ze dit doet. Een paar dagen later moet ze met haar hockeyteam een wedstrijd spelen tegen de rivalen van de school, de scholieren van de Cheltenham Ladies College. De aanvoerster van dat team is Verity Thwaites, de dochter van de minister van het onderwijs. Hun wedstrijd eindigt in een gevecht.
Die avond hoort Annabelle haar vader tegen diens zus zeggen dat hij vindt Annabelle geen echte lid is van de familie. Hiervan raakt ze van streek en zoekt haar toevlucht bij haar klasgenoten. Zij gaven haar een make-over zodat ze meer lijkt op een lid van de school. Ondertussen dreigt de minister van onderwijs de school failliet te sluiten. Op dat moment beraamt ze met haar vrienden het plan om het schilderij Meisje met de parel te stelen. Ook proberen ze bij te dragen door valsspelend tot de finale van de "School Challenge" te komen.

## Rolverdeling
- Rupert Everett - Miss Fritton/Carnaby Fritton
- Colin Firth - Geoffrey Thwaites
- Talulah Riley - Annabelle Fritton
- Gemma Arterton - Kelly
- Jodie Whittaker - Beverly
- Kathryn Drysdale - Taylor
- Russell Brand - Flash Harry
- Mischa Barton - JJ French
- Lena Headey - Miss Dickinson
- Stephen Fry - Quizpresentator
- Caterina Murino - Miss Maupassant
- Toby Jones - Bursar
- Lucy Punch - Verity Thwaites
- Anna Chancellor - Miss Bagstock
- Celia Imrie - Matron
- Tamsin Egerton - Chelsea
- Lily Cole - Polly
- Juno Temple - Celia
- Girls Aloud - Schoolmeiden (cameo)